# Steve Clark (gitarist)
Stephen Maynard "Steve" Clark (23 april 1960 - 8 januari 1991) was een Engelse gitarist. Hij was het meest bekend als gitarist en songwriter van de Britse hardrockband Def Leppard. In 1991 stierf Clark aan een alcoholvergiftiging.

## Biografie

### Jeugd
Steve Clark werd geboren in Hillsborough, South Yorkshire, een buitenwijk van Sheffield, Engeland. Op 6-jarige leeftijd toonde al hij interesse in muziek nadat hij naar een concert was geweest. Op 11-jarige leeftijd begon hij met het bespelen van een akoestische gitaar die hij van zijn vader had gekregen. Naderhand begon hij zich meer te interesseren in de muziek van Led Zeppelin, met Jimmy Page in het bijzonder.

### Def Leppard
Clark ontmoette Pete Willis (oprichter en gitarist van Def Leppard) terwijl hij een boek over gitaarspelen zat te lezen. Hij werd uitgenodigd om te auditeren als tweede gitarist maar kwam niet opdagen. Bij de tweede poging kwam hij wel opdagen in de repeteerruimte.
Volgens Joe Elliott deed hij auditie door 'Free Bird' van Lynyrd Skynyrd foutloos na te spelen. Hij kwam bij de groep in 1978.
Steve droeg het grootste deel bij aan de muziek die ze schreven. Hij werd al snel 'The Riffmaster' genoemd, wat verwijst naar zijn grote talent en vaardigheid om de mooiste riffs te schrijven in de moderne rockmuziek.
Toen Pete Willis vertrok en Phil Collen erbij kwam werden hij en Clark hechte vrienden. De samenwerking tussen hen zorgde voor een unieke sound die kenmerkend was voor Def Leppard. De twee stonden bekend als de 'Terror Twins' vanwege hun goede band op het podium alsmede het alcoholgebruik in het persoonlijke leven. Doordat ze verschillen in speelstijl hadden zorgde dat voor een mooie combinatie. Het wisselen van ritmische naar melodische partijen tussen Phil en Steve of zelfs ritmisch en melodisch tegelijkertijd zorgde voor een kenmerkend geluid dat ook bijdroeg aan hun succes.
Clark bespeelde voornamelijk Gibson gitaren tijdens zijn carrière. Hij was erg traditioneel als het aankwam op gitaren. Hij tekende bij Gibson dat voor hem aangepaste Les Paul modellen maakte voor aanvang van de Hysteria World Tour.
Na zijn dood werd geschat dat hij ongeveer 75 gitaren in zijn bezit had.
Steve Clark zorgde commercieel gezien voor het grootste succes van Def Leppard.

### Dood
Nadat Collen besloot te stoppen met drinken voelde Clark zich meer en meer buitengesloten. Het is hem nooit gelukt te stoppen met alcoholgebruik. Hij werd voor 6 maanden terug naar huis gestuurd om uit te rusten en te herstellen, maar dit was tevergeefs. Op 8 januari 1991 werd hij levenloos gevonden in zijn appartement. Hij werd begraven in Loxley, Sheffield.
- Bibsys: 7025210
- Biblioteca Nacional de España: XX1623324
- Bibliothèque nationale de France: cb139346053 (data)
- International Standard Name Identifier: 0000 0000 7839 8435
- Library of Congress Control Number: nr00032464
- MusicBrainz: bf9249e1-cc5d-4154-866e-afb99c6a09cf
- Nationale Bibliotheek van Tsjechië: ola2002151954
- Virtual International Authority File: 93236962
- WorldCat: E39PBJyMkrTmPfYKGQXHb4xbh3